# Halosydna hartmanae
Halosydna hartmanae är en ringmaskart som först beskrevs av Kudenov 1975. Halosydna hartmanae ingår i släktet Halosydna, och familjen Polynoidae. Inga underarter finns listade i Catalogue of Life.